# Census town
De term census betekent volkstelling en een census town is dan ook een administratieve eenheid, niet noodzakelijk een sociale of geografische eenheid.

## India
In de Indiase volkstelling van 2011 worden met census town plaatsen aangeduid met 5000 of meer inwoners, die een minimale bevolkingsdichtheid hebben van 400 personen per vierkante kilometer. Een derde voorwaarde is dat maximaal 25% van de mannelijke werkzame beroepsbevolking in de landbouwsector werkt.

## Ierland
In Ierland wordt de term gebruikt voor een cluster van vijftig of meer bewoonde woningen, waarbij een wettelijk omschreven grens ontbreekt. Hierin bevinden zich binnen een afstand van 800 meter minimaal dertig bezette huizen aan beide kanten van de weg of twintig bewoonde huizen aan een kant van de weg.